# Bronnimannella
Bronnimannella, en ocasiones erróneamente denominado Bronnimannella, es un género de foraminífero planctónico considerado un sinónimo posterior de Pseudotextularia de la subfamilia Heterohelicinae, de la familia Heterohelicidae, de la superfamilia Heterohelicoidea, del suborden Globigerinina y del orden Globigerinida. Su especie tipo era Guembelina plummerae. Su rango cronoestratigráfico abarcaba el Maastrichtiense (Cretácico superior).

## Descripción
Su descripción coincide con la del género Pseudotextularia, ya que Bronnimannella ha sido considerado un sinónimo subjetivo posterior.

## Discusión
El género Bronnimannella no ha tenido mucha difusión entre los especialistas. Bronnimannella vino a sustituir a Bronnibrownia, el cual había sido considerado nomen nudum e invalidado. La mayor parte de autores han considerado Bronnimannella (= Bronnibrownia) un sinónimo subjetivo posterior de Pseudotextularia. Clasificaciones posteriores hubiesen incluido Bronnimannella (= Bronnibrownia) en el orden Heterohelicida.

## Clasificación
Bronnimannella incluía a la siguiente especie:
- Bronnimannella plummerae †